# Coward
『Coward』（カワード）は、2006年3月1日にリリースされたENDLICHERI☆ENDLICHERIの1枚目のオリジナルアルバム（堂本剛のソロアルバムとしては通算3枚目）。発売元はジャニーズ・エンタテイメント。

## 概要
本作は、ENDLICHERI☆ENDLICHERIの名義でソロプロジェクトを展開することとなって以降、初となるオリジナルアルバムである。名義の由来や活動の概要などは堂本剛#ソロプロジェクトの項を参照のこと。堂本のソロ作品としては2004年のアルバム『[síː]』以来2年ぶりとなる。
ソロ名義で発売した前2作のアルバムと同じく、本作でも独特の世界観やエレクトリックギターを基調としたサウンド、独創的な歌詞などが生かされている。また、全体的に曲の演奏時間が長く、5分を超えるものはもちろん、6分から7分になるものまである。そのため、収録曲は全12曲(通常盤は13曲)であるが、それに対し収録時間が70分近いものと、収録曲数に対しては長めになっている。
コンセプトの違いもあるが、前作と大きく違っている事柄として、コンピューター・オペレーションやプログラミングなど打ち込み音が多用されている点である。打ち込み中心のテクノ風なサウンドに、ギターソロなども含んだエレキギターの演奏形態と言う楽曲が多い。これまで編曲・アレンジは参加ミュージシャンやアレンジャーなどが主体であったが、本作は本人も編曲やトラックダウンに積極的に参加している。また、前作と同じくインスト曲も含め全曲で主にエレクトリックギターで演奏に参加している。前アルバムに比べソウルファンク調の色彩を色濃く出しており、一見大きくその音楽性が変わったように見えるが、そのふしぶしには堂本の音楽性をしっかりと受け継いだ内容となっている。
タイトル『Coward』は英語で臆病者と言った意味があり、プロジェクトネームの由来でもある熱帯魚“ポリプテルス・エンドリケリー・エンドリケリー”が臆病な魚であることや、堂本自身そう感じている部分があり、今作のタイトルを名付けるに至った。
初回生産限定盤はスペシャルブックレット、ワイドジュエルケース付きの他、シングル「ソメイヨシノ」のPVを収録したDVD、剛がデザインしたエンドリケリー・エンドリケリーの組み立て式紙模型キットを封入。通常盤はジャケット違いで、ボーナストラック「美しく在る為に」を追加収録している。同日発売のWaTのアルバムとは僅差で首位を獲得した。（約1800枚差）

## 収録曲
| 全作詞・作曲: ENDLICHERI☆ENDLICHERI。 |                                       |                       |                       |      |
| #                                     | タイトル                              | 作詞                  | 作曲・編曲            | 時間 |
| 1.                                    | 「ENDLICHERI☆ENDLICHERI」(インスト曲) | ENDLICHERI☆ENDLICHERI | ENDLICHERI☆ENDLICHERI | 4:36 |
| 2.                                    | 「故意」                              | ENDLICHERI☆ENDLICHERI | ENDLICHERI☆ENDLICHERI | 6:49 |
| 3.                                    | 「雄」                                | ENDLICHERI☆ENDLICHERI | ENDLICHERI☆ENDLICHERI | 6:00 |
| 4.                                    | 「闇喰いWind」                        | ENDLICHERI☆ENDLICHERI | ENDLICHERI☆ENDLICHERI | 4:00 |
| 5.                                    | 「a happy love word」                 | ENDLICHERI☆ENDLICHERI | ENDLICHERI☆ENDLICHERI | 5:22 |
| 6.                                    | 「16」                                | ENDLICHERI☆ENDLICHERI | ENDLICHERI☆ENDLICHERI | 4:34 |
| 7.                                    | 「Chance Comes Knocking.」            | ENDLICHERI☆ENDLICHERI | ENDLICHERI☆ENDLICHERI | 3:32 |
| 8.                                    | 「御伽噺」                            | ENDLICHERI☆ENDLICHERI | ENDLICHERI☆ENDLICHERI | 5:29 |
| 9.                                    | 「Six Pack」                          | ENDLICHERI☆ENDLICHERI | ENDLICHERI☆ENDLICHERI | 4:59 |
| 10.                                   | 「ソメイヨシノ (album version)」      | ENDLICHERI☆ENDLICHERI | ENDLICHERI☆ENDLICHERI | 6:59 |
| 11.                                   | 「Coward」                            | ENDLICHERI☆ENDLICHERI | ENDLICHERI☆ENDLICHERI | 2:39 |
| 12.                                   | 「美しく在る為に」(通常盤にのみ収録)  | ENDLICHERI☆ENDLICHERI | ENDLICHERI☆ENDLICHERI | 6:48 |
| 13.                                   | 「これだけの日を跨いで来たのだから」  | ENDLICHERI☆ENDLICHERI | ENDLICHERI☆ENDLICHERI | 7:05 |
| 合計時間:                             | 合計時間:                             | 68:52                 |                       |      |

| #         | タイトル                     | 作詞 | 作曲・編曲 | 時間 |
| --------- | ---------------------------- | ---- | ---------- | ---- |
| 1.        | 「ソメイヨシノ」(MUSIC CLIP) |      |            | 7:03 |
| 合計時間: | 合計時間:                    | 7:03 |            |      |

### 解説
1. ENDLICHERI☆ENDLICHERI
インスト曲。コンピューター・オペレーションが多用された楽曲。全体的に打ち込み音が使われており、アルバム1曲目としてのインパクトは十分なテクノ感漂う作品。生楽器は主にエレキギターのみである。2008年10月より自身が出演している「堂本剛の正直しんどい」のオープニングテーマに起用された。
2. 故意
歌詞の内容から、「故意」と「恋」をかけているものと見られる。
3. 雄
バンドテイストの強い楽曲。
4. 闇喰いWind
イントロから繰り返されるギターとブラスが特徴的な楽曲。
5. a happy love word
字あまりなメロディや歌詞、唸り上げるような力強い歌い方が印象深い楽曲。
6. 16
女性目線の歌詞。
7. Chance Comes Knocking.
形式上はインストだが、剛の歌唱やコーラスパートも収録されている。基本的に歌詞はないが、後のシングル「The Rainbow Star」でも使われるテンポの良いブラスや、パワフルなコーラスが収録されているアップテンポな楽曲に仕上がっている。
8. 御伽噺
タイトルは「おとぎばなし」と読む。
9. Six Pack
本作のリードトラック。テレビ朝日系音楽番組『ミュージックステーション』で「ソメイヨシノ」での出演後、再登場し初披露された。
10. ソメイヨシノ (album version)
1stシングル。本作ではアルバムバージョンとして収録されている。シングルバージョンの後奏に演奏が追加され、演奏時間は7分にも及ぶ。シングルではフェードアウトであったが、新録されきちんと終了する形になっている。本人によると、むしろこちらの方がオリジナルバージョンであり、シングルバージョンはショートバージョンであるとのこと。最後に僅かだが歌詞も追加されている。
11. Coward
タイトル曲でありインスト曲。木管楽器やトライアングルが使われているなど、本作では唯一とも言える明るく和やかな曲調である。演奏時間は2分43秒と本作では圧倒的に短いものである。
12. 美しく在る為に ※通常盤にのみ収録
13. これだけの日を跨いで来たのだから
本人も非常に思い入れのある作品で、「THE RAINBOW STAR」公演では、必ずといっていいほど公演の最後に演奏された。